# Morris Plains
Morris Plains é um distrito localizado no estado americano de Nova Jérsei, no Condado de Morris.

## Demografia
Segundo o censo americano de 2000, a sua população era de 5236 habitantes.
Em 2006, foi estimada uma população de 5601, um aumento de 365 (7.0%).

## Geografia
De acordo com o United States Census Bureau tem uma área de 6,8 km², dos quais 6,7 km² cobertos por terra e 0,1 km² cobertos por água.

## Localidades na vizinhança
O diagrama seguinte representa as localidades num raio de 12 km ao redor de Morris Plains.